# NXT TakeOver: WarGames
NXT TakeOver: WarGames war eine Wrestling-Veranstaltung der WWE, die auf dem WWE Network ausgestrahlt wurde. Sie fand am 18. November 2017 im Toyota Center in Houston, Texas, Vereinigte Staaten statt. Es war die 18. Austragung einer NXT-Großveranstaltung unter dem Namen NXT TakeOver seit Februar 2014 und die fünfte im Jahr 2017. Zum dritten Mal nach NXT TakeOver: Dallas am 1. April 2016 sowie NXT TakeOver: San Antonio am 28. Januar 2017 fand eine davon im US-Bundesstaat Texas, jedoch zum ersten Mal in Houston und im Toyota Center statt.

## Hintergrund
Im Vorfeld der Veranstaltung wurden fünf Matches angesetzt. Diese resultierten aus den Storylines, die in den Wochen vor NXT TakeOver: WarGames bei NXT, der wöchentlich auf dem WWE Network ausgestrahlten Show der Entwicklungs-Liga der WWE, gezeigt wurden.
Die Veranstaltung war ursprünglich als NXT TakeOver: Houston beworben worden.

## Veranstaltung
| Funktion      | Name             |
| ------------- | ---------------- |
| Kommentatoren | Mauro Ranallo    |
| Kommentatoren | Nigel McGuinness |
| Kommentatoren | Percy Watson     |
| Pre-Show      | Booker T         |
| Pre-Show      | Charly Caruso    |
| Pre-Show      | Sam Roberts      |

### Matches
Im ersten Match des Abends traf Kassius Ohno auf Lars Sullivan, der zum ersten Mal bei einer Großveranstaltung von NXT auftrat. Sullivan durfte durch Pinfall gewinnen, nachdem er seinen Finishing Move Freak Accident an Ohno gezeigt hatte. Anschließend kam es zum Match zwischen Aleister Black und The Velveteen Dream, den Black nach einem Black Mass besiegen konnte.
Die seit dem Aufstieg der vorherigen Titelträgerin Asuka ins Hauptroster vakante NXT Women’s Championship wurde in einem Fatal-Four-Way-Match zwischen Ember Moon, Kairi Sane, Peyton Royce und Nikki Cross neu vergeben. Sane konnte darin ihren Insane Elbow gegen Royce und Cross zeigen, ein anschließendes Cover wurde jedoch von Moon unterbrochen. Letztere brachte schließlich einen doppelten Eclipse gegen Royce und Cross an, pinnte Cross und gewann den Titel, dessen Gürtel ihr anschließend von Asuka überreicht wurde.
Wiederum daran anschließend forderte Andrade Almas den Titelträger Drew McIntyre um die NXT Championship heraus. Almas gewann, nachdem seine Ringbegleitung Zelina Vega mehrfach zu seinen Gunsten in das Match eingegriffen hatte und er den La-Sombra-DDT zeigen konnte.

### Main Event
Hauptkampf wurde – dem Namen der Veranstaltung entsprechend – ein War Games-Match, ein Match in zwei von einem Käfig umschlossenen Ringen, zwischen den drei Teams SAnitY (Alexander Wolfe, Eric Young und Killian Dain), Roderick Strong und The Authors of Pain (Akam und Rezar) sowie The Undisputed Era (Adam Cole, Bobby Fish und Kyle O’Reilly).
Im Ring begannen die jeweiligen Anführer der Teams Adam Cole, Eric Young und Roderick Strong. Nach fünf Minuten kamen Bobby Fish und Kyle O’Reilly für The Undisputed Era hinzu, weitere fünf Minuten später The Authors of Pain und schließlich Alexander Wolfe und Killian Dain für SAnitY. Im Verlauf des Matches zeigten die Wrestler verschiedene Aktionen, unter anderem musste Adam Cole einen Superplex von Strong vom Käfigrand einstecken. Am Ende zeigte Cole mithilfe eines Stuhls einen Shining Wizard gegen Young und pinnte diesen zum Sieg für The Undisputed Era.

## Ergebnisse
| Matchart                                                     |                                                            |      | | Zeit  |
| ------------------------------------------------------------ | ---------------------------------------------------------- | ---- | --- | ----- |
| Singles-Match                                                | Lars Sullivan                                              | bes. | Kassius Ohno                                                                                                 | 05:14 |
| Singles-Match                                                | Aleister Black                                             | bes. | Velveteen Dream                                                                                              | 14:40 |
| Fatal-Four-Way-Match um die vakante NXT Women’s Championship | Ember Moon                                                 | bes. | Kairi Sane, Nikki Cross und Peyton Royce                                                                     | 09:51 |
| Singles-Match um die NXT Championship                        | Andrade Almas                                              | bes. | Drew McIntyre (C)                                                                                            | 14:57 |
| War Games-Match                                              | The Undisputed Era (Adam Cole, Bobby Fish & Kyle O’Reilly) | bes. | SAnitY (Alexander Wolfe, Eric Young & Killian Dain) und Roderick Strong & The Authors of Pain (Akam & Rezar) | 36:22 |